# شالي (سيوة)

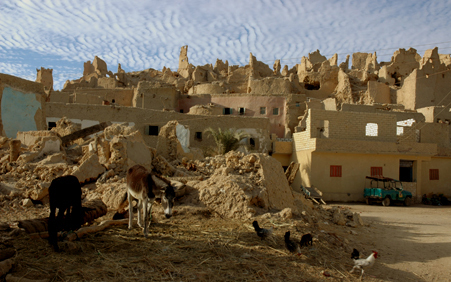
شالي

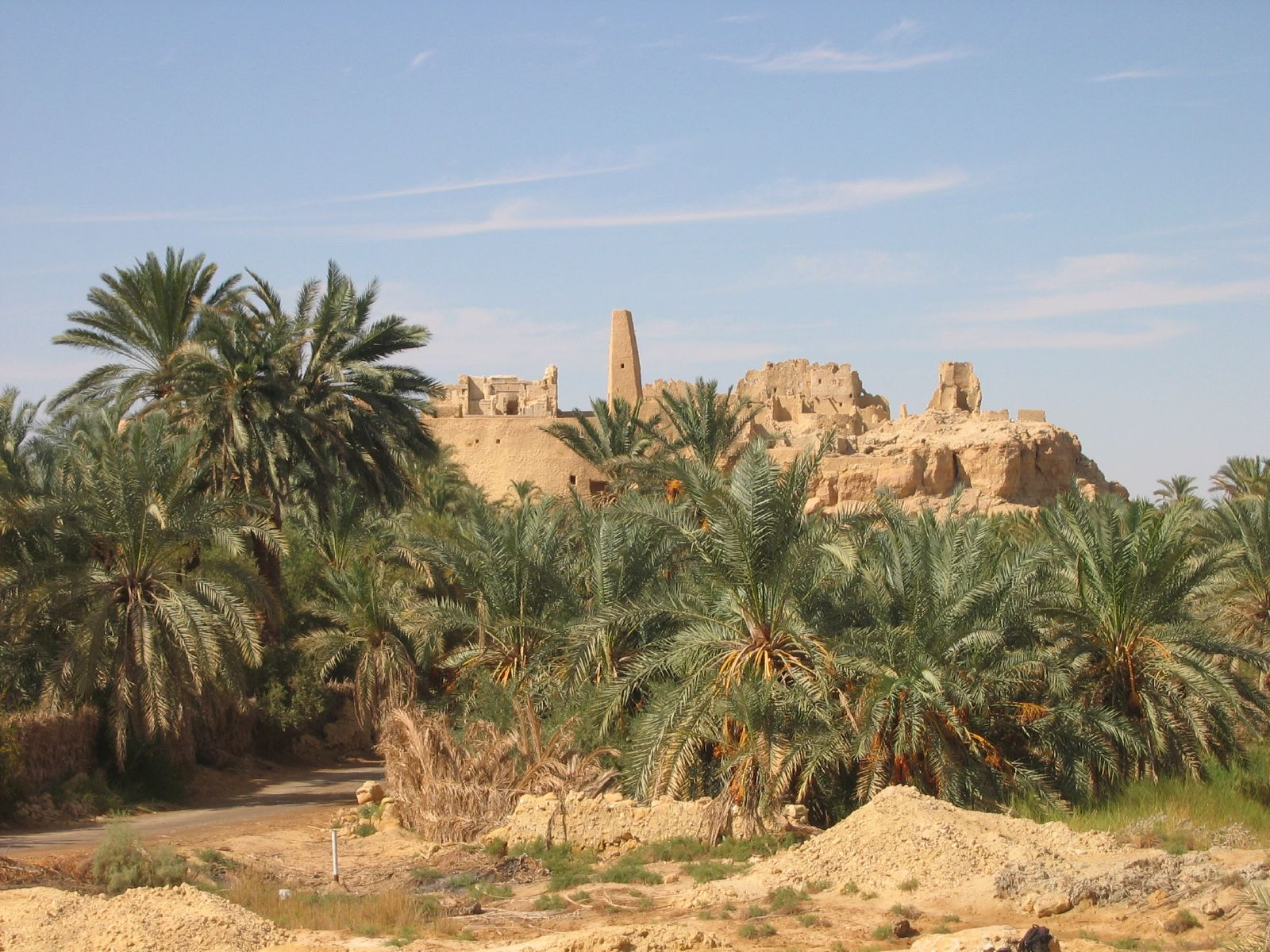
معبد آمون الفرعوني

شالي هي المدينة والقلعة القديمة في قلب واحة سيوة في الصحراء الليبية بمصر، وتعد من أشهر معالمها التاريخية.
ويعود تاريخ المدينة القديمة إلى آلاف السنين قبل الميلاد، حيث تحتوي على معبد آمون الذي أنشأه المصريون القدماء. ثم جاء الإسكنر الأكبر إلى ذلك المعبد لدى دخوله مصر كي يتعبد هناك ويعلن نفسه ابن آمون، وذلك لعلمه بأهمية ذلك الإله عند كلا من المصريين، واليونانيين. حتى أنه أوصى أن يدفن هناك، على أنه لم يُعرف أبداً ما إذا كان قد تم ذلك بالفعل أم لا.
أما القلعة فهي حصن قديم من الطوب اللبن، وقد تم بناؤها بين القرنين 12 - 13 بهدف رد هجوم العرب والقبائل المتنقلة في الصحراء، حيث سادت الفوضى في الصحراء الغربية بعد عصر الامبراطورية الرومانية، فكانت القبائل تغير على بعضها البعض بهدف الحصول على الغذاء من مناطق الأبار المأهولة بالسكان، مما دفع أهالى سيوة لبناء قلعة عالية لحمايتها من الغزاة، وكان معظمهم من العرب القريبين من واحة سيوة. وتعد قلعة شالى من أهم المزارات السياحية فيها.

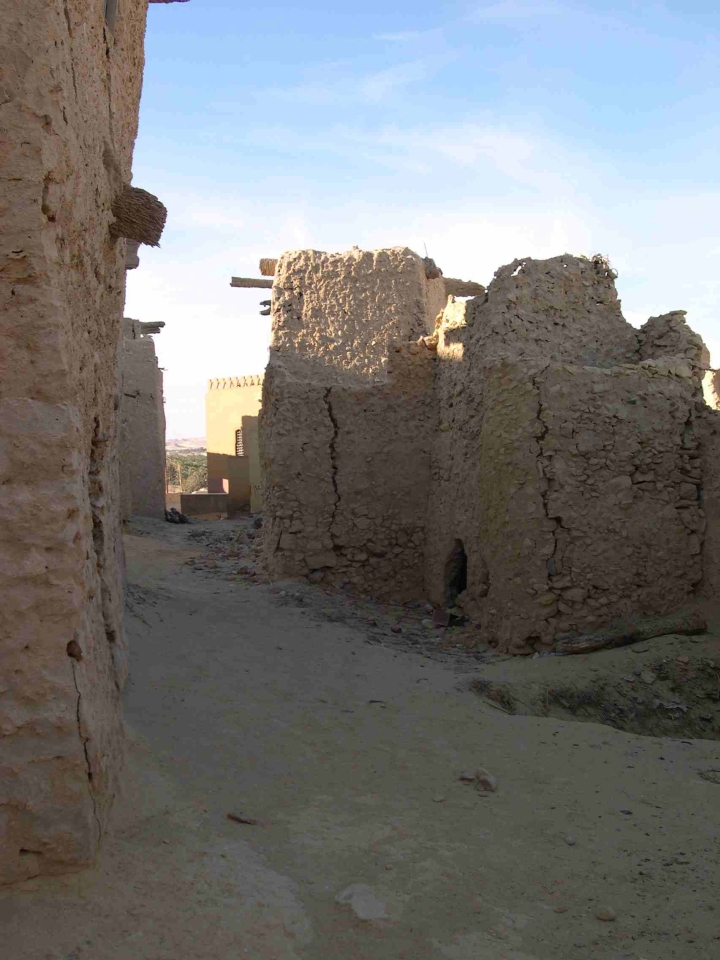